# Restio quinquefarius
Restio quinquefarius är en gräsväxtart som beskrevs av Christian Gottfried Daniel Nees von Esenbeck. Restio quinquefarius ingår i släktet Restio och familjen Restionaceae. Inga underarter finns listade i Catalogue of Life.